# Trackdown
Takedown (conocida en España como El asalto final y también llamada Hackers 2: Operación Takedown) es una película estadounidense de suspenso del año 2000 acerca del hacker de ordenadores Kevin Mitnick, que a su vez está basada en el libro Takedown, de John Markoff y Tsutomu Shimomura. La cinta fue dirigida por Joe Chappelle, contando con los actores Skeet Ulrich y Russell Wong en los papeles protagonistas.

## Argumento
La historia de la película gira en torno a las aventuras informáticas de uno de los hackers más famosos del mundo, Kevin Mitnick (interpretado por Skeet Ulrich). En el film, Kevin, tras diversos delitos informáticos se encuentra en libertad condicional. A pesar de todo, intentará lo más difícil todavía: piratear el sistema de seguridad informática inventado por el experto que trabaja para el gobierno de Estados Unidos Tsutomu Shimomura (interpretado por Russell Wong).

## Reparto
| - Skeet Ulrich como Kevin Mitnick. - Russell Wong como Tsutomu Shinomura. - Angela Featherstone como Julia. - Donal Logue como Alex Lowe. - Christopher McDonald como Mitch Gibson. | - Tom Berenger como McCoy Rollins. - Christopher McDonald as Mitch Gibson. - Amanda Peet as Karen. - Jeremy Sisto as Lance "Icebreaker" Petersen. |

## Crítica

### Inexactitudes sobre los hechos
En El arte del engaño de Kevin Mitnick, Mitnick afirma que tanto el libro como la película son "extremadamente inexactos" y se basan en la publicidad de los medios. En la película, Mitnick y Shimomura se encuentran dos veces; una de estas reuniones lleva a Kevin a huir a Seattle.  Esta reunión en realidad no tuvo lugar.
La película muestra a Mitnick pirateando las computadoras de Shimomura y robando/borrando sus archivos y software. Aunque Mitnick admite que pirateó las computadoras de Shimomura utilizando suplantación de IP, afirma que nunca causó ningún daño a nadie al eliminar archivos o datos, simplemente copiando el código fuente de algún software, por curiosidad.
El documental de 2001 Freedom Downtime intenta respaldar algunos de los rumores falsos sobre Kevin Mitnick que terminaron siendo presentados como hechos en la película.

### Demanda relacionada con una supuesta violación de derechos de autor
En 1997, el autor Jonathan Littman escribió The Fugitive Game: Online con Kevin Mitnick, en el que presentó el lado de la historia de Mitnick. Littman alegó que partes de la película fueron tomadas de su libro sin permiso. Como resultado, Littman demandó a The Walt Disney Company y Miramax.  